# Rochester (Kentucky)
Rochester è un comune (city) degli Stati Uniti d'America della contea di Butler nello Stato del Kentucky. La popolazione era di 152 persone al censimento del 2010.

## Geografia fisica
Rochester è situata a 37°12′39″N 86°53′33″W (37.210712, -86.892483).
Secondo lo United States Census Bureau, ha un'area totale di 0,5 miglia quadrate (1,3 km²).

## Storia
Rochester è stata incorporata nel 1839. Deve il suo nome alla città di Rochester nello Stato di New York.

## Società

### Evoluzione demografica
Secondo il censimento del 2010, c'erano 152 persone.

### Etnie e minoranze straniere
Secondo il censimento del 2010, la composizione etnica della città era formata dal 100% di bianchi, lo 0% di afroamericani, lo 0% di nativi americani, lo 0% di asiatici, lo 0% di oceanici, lo 0% di altre razze, e lo 0% di due o più etnie. Ispanici o latinos di qualunque razza erano lo 0% della popolazione.